# The Other Side of Down
The Other Side of Down é o segundo álbum de estúdio, sem considerar o álbum especial de Natal Christmas from the Heart, do cantor norte-americano David Archuleta. O álbum estava inicialmente previsto para 14 de setembro de 2010, mas foi mais tarde adiado para 5 de outubro do mesmo ano porque, segundo o cantor, ele gostaria de "ter certeza de estar entregando o melhor álbum possível" e precisava "de um pouco mais de tempo para isso".
Seu primeiro single, "Something 'Bout Love", foi lançado em 20 de julho de 2010. A canção "Elevator" foi confirmada como segundo single e liberada para airplay em 14 de setembro de 2010; ainda não foi lançada para download.

## Precendentes
Archuleta afirmou que teve uma maior participação na composição das faixas do álbum, e que tem "estado mais confortável em escrever", embora às vezes seja "difícil colocar sua mensagem em poucas linhas". Ele disse que o som de The Other Side of Down é "definitivamente pop" e que não queria "chocar as pessoas fazendo algo indie, maduro e obscuro. Quero que seja jovem e divertido, mas não quero ser cuidadoso demais". David trabalhou em Nashville com Joy Williams, Matt Wertz e Robert Marvin, e em Nova York com Jeymes Samuel.
O álbum será liberado em três edições: uma padrão, uma deluxe (CD + DVD) e uma edição para fãs com outros bônus.

## Faixas
| N.º | Título                        | Compositor(es)                                         | Produtor(es)                          | Duração |  |
| 1.  | "Other Side of Down"          | David Archuleta, Joy Williams, Blair Daly, Jeremy Bose | Bose                                  | 3:13    |  |
| 2.  | "Something 'Bout Love"        | Archuleta, Sam Hollander, Dave Katz, Chris DeStefano   | S*A*M and Sluggo, DeStefano           | 4:22    |  |
| 3.  | "Elevator"                    | Archuleta, Shelly Peiken, Mike Krompass                | Krompass                              | 3:24    |  |
| 4.  | "Stomping the Roses"          | Archuleta, Bryce Avary                                 | Krompass                              | 3:01    |  |
| 5.  | "Who I Am"                    | Archuleta, Krompass, Peiken                            | Krompass                              | 3:44    |  |
| 6.  | "Falling Stars"               | Claude Kelly, Emanuel Kiriakou, Jess Cates             | Kiriakou                              | 3:35    |  |
| 7.  | "Parachutes and Airplanes"    | Archuleta, Lindy Robbins, Matthew Squire               | Squire                                | 3:33    |  |
| 8.  | "Look Around"                 | Archuleta, Victoria Horn                               | Squire                                | 3:26    |  |
| 9.  | "Good Place"                  | Mitch Allan, Archuleta, Peiken                         | Allan                                 | 3:25    |  |
| 10. | "Complain"                    | Kiriakou, David Hodges                                 | Kiriakou                              | 3:24    |  |
| 11. | "Things Are Gonna Get Better" | Archuleta, Danielle Brisebois, Nick Lashley, A. Ander  | Danielle Brisebois, Lashley, A. Ander | 3:14    |  |
| 12. | "My Kind of Perfect"          | Archuleta, Williams, Cindy Brouwer, Bose               | Bose                                  | 3:37    |  |

| Faixa bônus na pré-ordem do iTunes |                          |         |  |
| N.º                                | Título                   | Duração |  |
| 13.                                | "The Day After Tomorrow" | 3:20    |  |

| Faixa bônus japonesa |                             |         |  |
| N.º                  | Título                      | Duração |  |
| 13.                  | "Nothing Else Better to Do" |         |  |

Edição deluxe
A edição deluxe de The Other Side of Down conta com vídeos dos bastidores da photoshoot para o álbum e do videoclipe de "Something 'Bout Love", com o próprio vídeo e uma entrevista com o cantor. Um livro digital está incluído apenas para a pré-ordem do iTunes.

## Recepção da crítica
| Críticas profissionais | Críticas profissionais |
| Avaliações da crítica  | Avaliações da crítica  |
| Fonte                  | Avaliação              |
| ---------------------- | ---------------------- |
| About.com              | [ 8 ]                  |
| Allmusic               | [ 9 ]                  |
| Entertainment Weekly   | (B)                    |

Bill Lamb, crítico do About.com, afirmou que o álbum foi "projetado com o propósito de colocar um sorriso no rosto de quem escuta. Cada música é bem trabalhada e entregue livre de linguagem censurável e no ânimo sugerido pelo título The Other Side of Down" e que o cantor "mostrou amadurecimento como artista". Ele selecionou as faixas "Something 'Bout Love", "Elevator", "Parachutes and Airplanes" e "Things Are Gonna Get Better" como suas favoritas do álbum, mas disse que outras, como "Look Around" e "Good Place", eram "esquecíveis, mas nunca desagradáveis".
No Allmusic, Stephen Thomas Erlewine disse que, apesar do cantor "ter créditos na escrita de dez das doze faixas", The Other Side of Down "não deve ser confundido com um álbum confessional [...] é um pop puro e simples". Mikael Wood, do Entertainment Weekly, escreveu que o disco está cheio de "metáforas" e que "a voz [de Archuleta] ainda brilha com tanta ingenuidade refrescante que a música nunca sucumbe à amargura que parece rodear".

## Paradas musicais
| Parada (2008)                  | Melhor posição |
| ------------------------------ | -------------- |
| Canadá (Canadian Albums Chart) | 68             |
| Estados Unidos (Billboard 200) | 13             |